# Achingiu

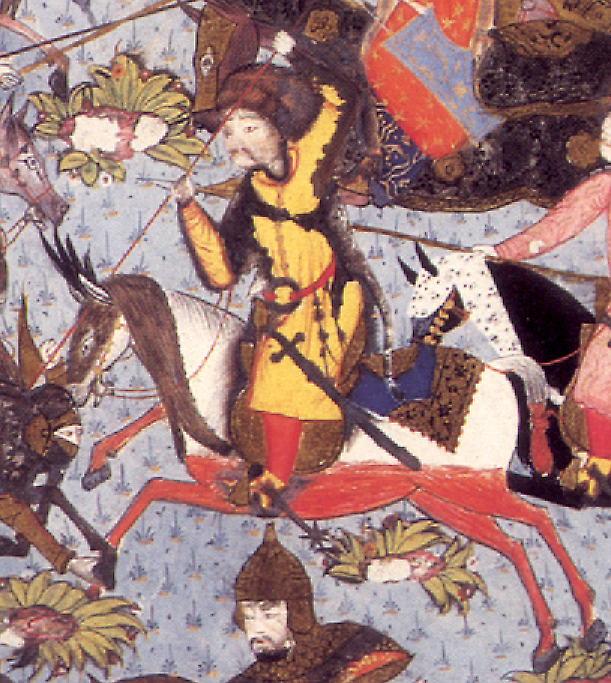
Un achingiu atacând

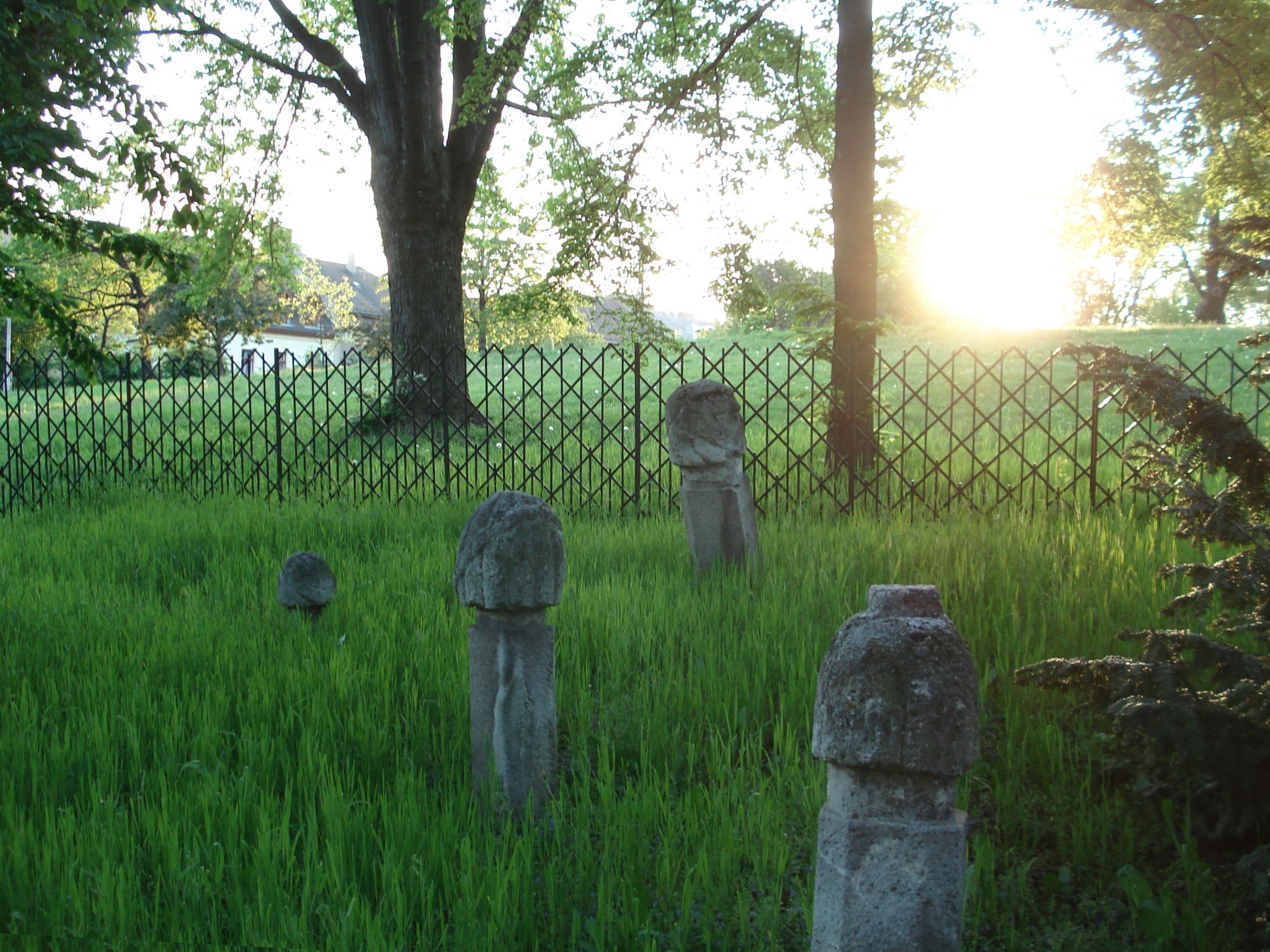
Cimitirul achingiilor din Budapesta

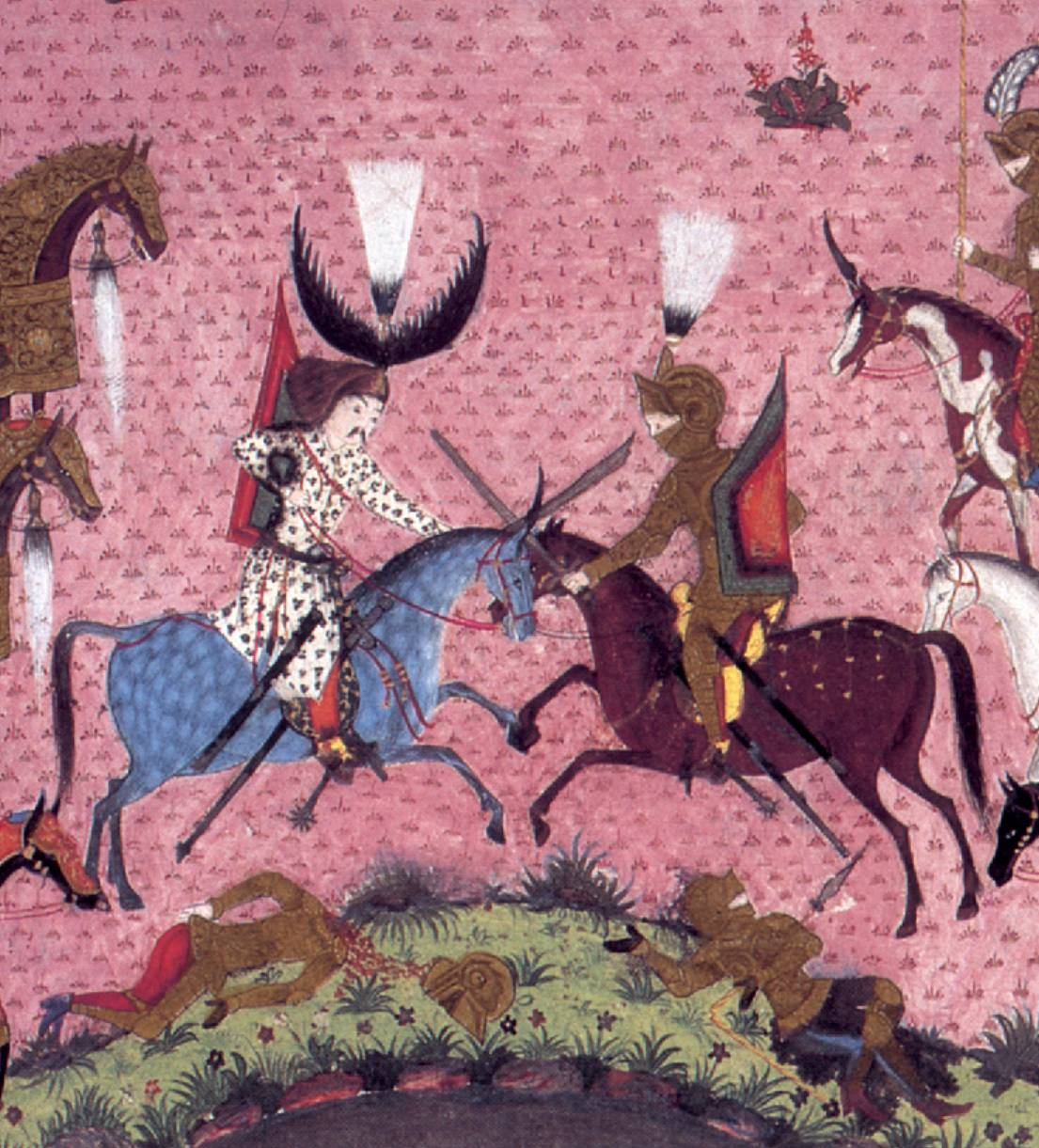
Achingiul Sinan Bey în luptă cu un cavaler maghiar

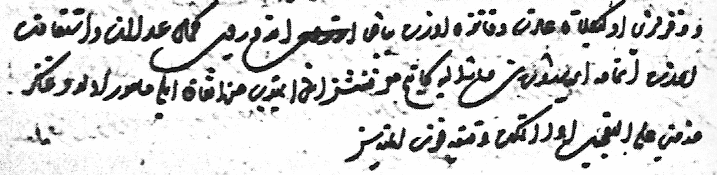
Scrisoare de recrutare a unui achingiu

Achingiii (în limba turcă: akıncı, plural: akıncılar) au fost trupe neregulate ale Imperiului Otoman, care luptau în unitățile de cavalerie ușoară, cercetași și avangardă. Când luptătorii islamici cunoscuți ca razzia au fost incorporați în Imperiul Otoman, ei au primit noua denumire – „akıncı”. În timpul bătăliilor armatei otomane, achingiii erau cei care deschideau luptele, fiind recunoscuți pentru curajul și vitejia lor. Ei erau luptători fără soldă și trăiau și operau în zonele de frontieră exclusiv din jaf.
În cadrul armatei otomane ei erau folosiți ca avangardă sau ca primă linie de atac. Datorită tacticilor de gherilă ei reușeau să demoralizeze și dezorganizeze inamicul.
Pe câmpul de luptă, achingiii acționau într-o formatie sub formă de semilună, care învăluia inamicul. Achingiii foloseau ca principală armă arcul turcesc atât în timpul atacului, cât și al retragerii. În afară de arcul cu săgeți, ei erau înarmați cu săbii, lănci, scuturi și topoare, fiind capabili să lupte atât călare cât și pedestru. Datorită cailor special selecționați și antrenați pentru viteză, achingiii puteau depăși cu ușurință cavaleria grea. Într-o serie de campanii otomane, precum cea de la Krbava, achingiii au fost singurele forțe participante la luptă, care au acționat fără sprijinul cavaleriei grele sau a infanteriei.
Achingiii au fost folosiți datorită marii lor mobilități pentru operațiuni de recunoaștere, pentru operațiuni în adâncimea teritoriului inamic pentru dezorganizarea aprovizionării, sau ca forță de avangardă, pentru atacuri împotriva populației locale. Datorită statutului lor de forțe neregulate, ei nu se simțeau obligați să respecte tratatele de pace și deseori organizau operațiuni de jaf asupra localităților și garnizoanelor de graniță. Aceste acțiuni erau folosite nu doar pentru obținerea de pradă, dar și pentru testarea sistemelor defenisive ale potențialilor inamici și pentru descoperirea punctelor slabe ale acestora.
Forțele achingiilor au fost conduse de câteva familii - Malkoçoğlu, Turhanlı, Ömerli, Evrenosoğlu sau Milalli. Aceste clanuri de achingii au fost compuse în cea mai mare parte din războinici turkmeni ai căror conducători erau urmașii liderilor razzia aliați ai primului monarh otoman, Osman I. În rândurile achingiilor au luptat și mercenari, aventurieri, războinici derviși sau pur și simplu civili în căutare de îmbogățire din jaf.
Spre deosebire de ieniceri, care primeau soldă, sau spahii, care erau rasplătiți cu fiefuri pentru slujba militară prestată, achingiii nu erau plătiți, trăind exclusive din jafurile pe timp de pace și din prada cucerită în timp de război.
Achingiii purtau haine viu colorate și blănuri de leopard,  aripi de vultur prinse de spate, (această modă a fost mai apoi imitata de husarii maghiari sau cei polonezi) și cofuri împodobite cu coarne. Datorită modului neobișnuit de a se îmbrăca și a tacticilor riscante, achingiii au primit porecle precum „deliler” (nebunii) sau „serdengeçtiler” (cei care își dau capul în mâinile inamicului).
Achingiii au avut un rol important în formarea statului și extinderea rapidă a granițelor Imperiului Otoman în Europa. După o perioadă de glorie între secolele al XIV-lea și al XVI-lea, achingiii au început să-și piardă din importanță. Începând de la sfârșitul secolului al XVI-lea, călăreții tătari și nogai din Hanatul Crimeii au fost folosiți de otomani ca achingii. După ce înaintarea în Europa a încetat, achingiii nu au mai fost necesari Imperiului Otoman și, fără câștigurile din jafuri, această clasă de războinici a început să dispară. După modernizarea armatei otomane, ultimele clanuri de achingii recunoscute oficial au fost desființate. Rămășițe ale sistemului militar al achingiilor au mari rezistat în Balcani până la sfârșitul secolului al XIX-lea prin unitățile de bașbuzuci.

## Vedeți și
- Spahiu
- Ienicer
- Bașbuzuc